# Jean-Claude Stehli
Jean-Claude Stehli (* 25. Dezember 1923 in Lausanne; † 12. Juli 2001 ebenda) war ein Schweizer Maler und Zeichner.

## Werk
Jean-Claude Stehli war an der Schule der Schönen Künste in Lausanne ein Schüler des Malers, Mosaizisten und Glasmachers Marcel Poncet (1894–1953). Stehli gründete zusammen mit Poncets Sohn, dem Bildhauer Antoine Poncet (1928–2022), und dem Bildhauer Fréderic Müller (1919–1981) die Künstlergruppe «L’Œil» in Lausanne.
Jean-Claude Stehli erhielt 1960, 1961 und 1963 jeweils ein eidgenössisches Kunststipendium. Seine Werke stellte er in Einzel- und Gruppenausstellungen aus.